# Landelijk bureau ter bestrijding van rassendiscriminatie
Het Landelijk Bureau ter bestrijding van Rassendiscriminatie (LBR) was van 1985 tot 2008 het Nederlandse expertisecentrum op het gebied van de bestrijding van rassendiscriminatie, gevestigd in Amsterdam.

## Geschiedenis
Het LBR werd opgericht na onderzoek aan de Universiteit van Amsterdam over de mogelijkheden van juridische middelen ter bestrijding van racisme en racistische organisaties. In 2002 fuseerde het met andere bestaande antidiscriminatiebureaus en ging deelnemen aan het Nationaal Platform voor overleg en samenwerking tegen Racisme en Discriminatie (NPRD).

## Werkzaamheden
Een team van voorlichters, documentalisten, auteurs, juristen en beleidsadviseurs bood concrete, praktische en beleidsmatige ondersteuning aan particulieren, organisaties en professionals op terreinen als wet- en regelgeving, arbeidsmarkt, onderwijs en media. Ook werd in de media op allerlei manieren aandacht gegenereerd voor het onderwerp discriminatie en racisme, voorlichting gegeven en inhoud geleverd voor opinievorming. Het LBR beschikte daartoe over een uitgebreid, gemakkelijk bereikbaar, documentatie- en informatiecentrum, databanken met jurisprudentie, documentatie en adressen.
Het was een van de steunpunten in het veld die het antidiscriminatiebeleid en minderhedenbeleid van de achtereenvolgende regeringen in de praktijk concreet vorm moest geven. In 2002 noemde wetenschappelijk onderzoekers het beleid redelijk goed geslaagd, mede door het werk van het LBR.
Het LBR was betrokken bij verschillende 'monitors' en (internationale) rapportages: Monitor Rassendiscriminatie van het ministerie van Justitie, Kerncijfers klachten bij antidiscriminatiebureaus en meldpunten, (schaduw) rapportages en deelonderzoeken voor ENAR, CERD en het EUMC. Verder ging het LBR zich daarnaast ook bezig houden met het verrichten van kleinschalig (praktijk-) onderzoek, onder meer in samenwerking met de ADB's. Het Bureau nam ook klachten in behandeling en gaf een opinie en het gaf jaarlijks een overzicht 'Rechtspraak rassendiscriminatie' uit.
Het LBR pleitte onder meer voor opname van anti-discriminatiebepalingen in het Verdrag van Maastricht, dat de Europese Unie verder vorm gaf.
Het LBR streefde ernaar een zo breed mogelijke doelgroep te bereiken. Een informatieve en toegankelijke website is daarbij van wezenlijk belang, net als een goede 'vertaling' van de kennis en informatie naar onder meer pers, politiek en relevante beleidsorganen.

## Fusies
In 2007 zijn meerdere lokale antidiscriminatiebureaus en het Landelijk Bureau ter bestrijding van Rassendiscriminatie samengevoegd in de landelijke vereniging Art. 1. De naam Art. 1 verwijst naar het eerste artikel van de Grondwet. De landelijke vereniging houdt zich bezig met het signaleren, bestrijden en voorkomen van discriminatie. Omdat de antidiscriminatiebureaus makkelijker vindbaar willen zijn voor mensen die te maken hebben met discriminatie, hebben zij in 2023 besloten om vanaf 1 januari 2024 samen verder te gaan onder de naam Discriminatie.nl.